# Shimozuma Nakayuki
Shimozuma Nakayuki (下間仲行?; 1537 – 1626) è stato un monaco buddista giapponese del periodo Sengoku.
Conosciuto anche come Shimotsuma Rairen (下間頼廉?), partecipò alla difesa di Ishiyama Hongan-ji tra il 1570 e il 1582. Durante quel periodo il tempio era sotto assedio di Oda Nobunaga. Rairen ebbe un ruolo importante nella stipula del trattato di pace con Nobunaga e in seguito seguì il monaco Kōsa e Toyotomi Hideyoshi.